# Celebarches albitarsis
Celebarches albitarsis là một loài tò vò trong họ Ichneumonidae.